# Adolf Cillien

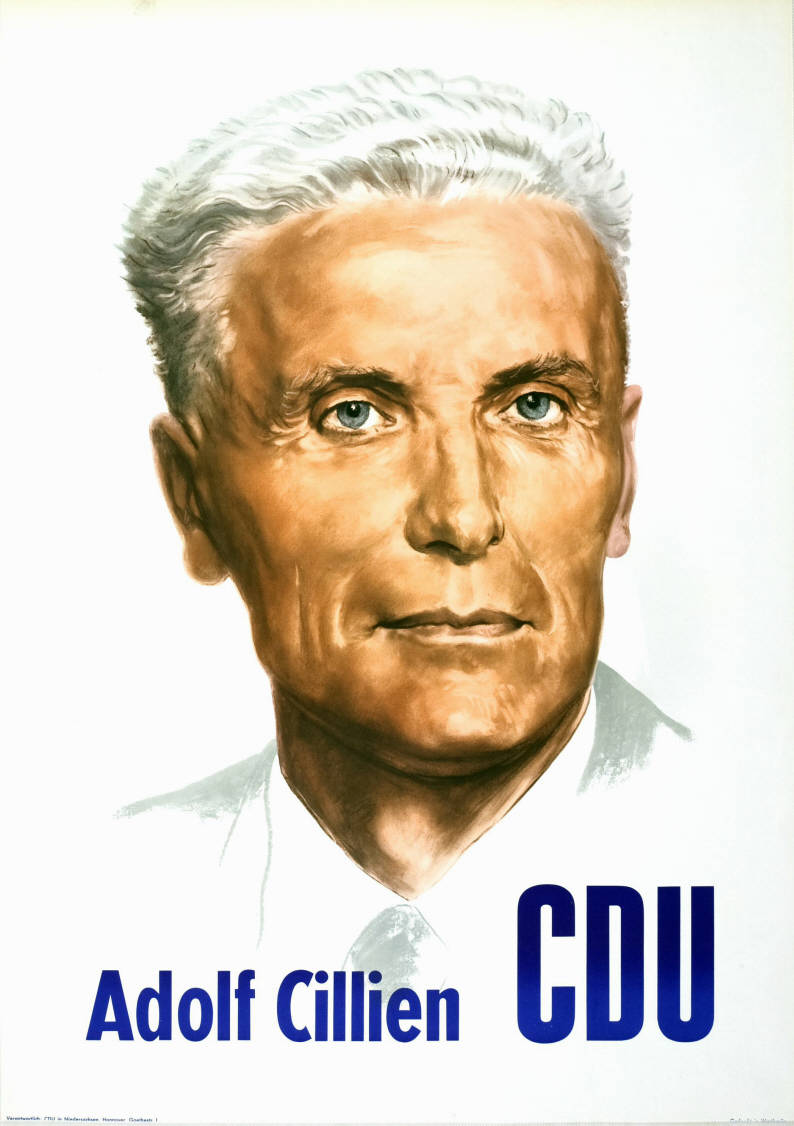
Kandidatenplakat Adolf Cilliens zur Landtagswahl in Niedersachsen 1959

Adolf Gustav Cillien (* 23. April 1893 in Volksberg, Elsass; † 29. April 1960 in Hannover) war ein deutscher Theologe und Politiker (CDU).

## Leben und Beruf
Adolf Cillien besuchte das humanistische Gymnasium in Diedenhofen/Lothringen. Nach dem Abitur 1912 studierte er evangelische Theologie in Straßburg und Göttingen. Von 1914 bis 1918 nahm er als Soldat am Ersten Weltkrieg teil. Nach Beendigung seines Studiums war er zunächst Vikar in Duderhausen und später Pastor in Papenburg. Im Jahr 1926 wurde er Pastor der Evangelisch-lutherischen Landeskirche Hannovers. Von 1933 bis 1940 war er Superintendent in Burgdorf. Ab 1934 gehörte Cillien zu den während des Kirchenkampfes, von Landesbischof August Marahrens berufenen Bischofsvikaren. Ab 1935 war er nebenamtlich Leiter des Volksmissionarischen Amtes II und im Anschluss von 1937 bis 1953 (bis 1940 nebenamtlich) Leiter des Amtes für Gemeindedienst (AfG). Im Jahr 1943 wurde Cillien zum außerordentlichen Mitglied des Landeskirchenamt Hannover (a. o. Oberkirchenrat) benannt und blieb dieses bis 1953. Von 1946 bis 1951 war Adolf Cillien als Leiter des AfG Herausgeber der Wochenzeitung Die Botschaft (ab 1975: Evangelische Zeitung für die Kirchen in Niedersachsen) im Lutherhausverlag.

## Partei
Seine politische Arbeit begann Cillien bereits im Jahr 1945. 
Gemeinsam mit Arnold Fratzscher gehörte Cillien in der Provinz Hannover zu den Protestanten, die sich für eine überkonfessionelle christliche Partei aussprachen und gehörte folgerichtig auch zu den Mitbegründern der dortigen CDU. Von 1949 bis zu seinem Tode war er Vorsitzender des Dachverbandes der niedersächsischen CDU und seit 1950 auch Mitglied des Bundesvorstandes.
Cillien gehörte dem Auswahlgremium der beiden Unionsparteien an, das am 24. Februar 1959 Ludwig Erhard als neuen Bundespräsidenten vorschlug, was dieser jedoch ablehnte.

## Abgeordneter
Cillien wurde am 23. August 1946 bis zum 29. Oktober 1946 Mitglied des ernannten Hannoverschen Landtages. Hier war er Vorsitzender der CDU-Landtagsfraktion sowie Vorsitzender des Ausschusses für Volksbildung, Kunst und Wissenschaft. Zwischen dem 9. Dezember 1946 und dem 23. März 1947 war er Mitglied des ernannten niedersächsischen Landtages und wurde im Anschluss zwischen dem 20. April 1947 bis zum 30. April 1951 Mitglied des niedersächsischen Landtages in der ersten Wahlperiode. Hier wurde er zum Vorsitzendes der CDU-Fraktion und später zum Fraktionsvorsitzenden der DP/CDU Landtagsfraktion (seit dem 28. März 1951). Am 9. Mai 1947 wurde er zum Vorsitzenden des Kulturausschusses gewählt.
Cillien war von 1953 bis zu seinem Tod Mitglied des Deutschen Bundestages. Er wurde 1953 im Wahlkreis Hildesheim-Stadt und -Land und 1957 im Wahlkreis Stadt Hannover-Nord direkt gewählt. Während seiner Mitgliedschaft im Parlament war er durchgängig stellvertretender Vorsitzender der CDU/CSU-Bundestagsfraktion.

## Cillienstraße und Grabmal

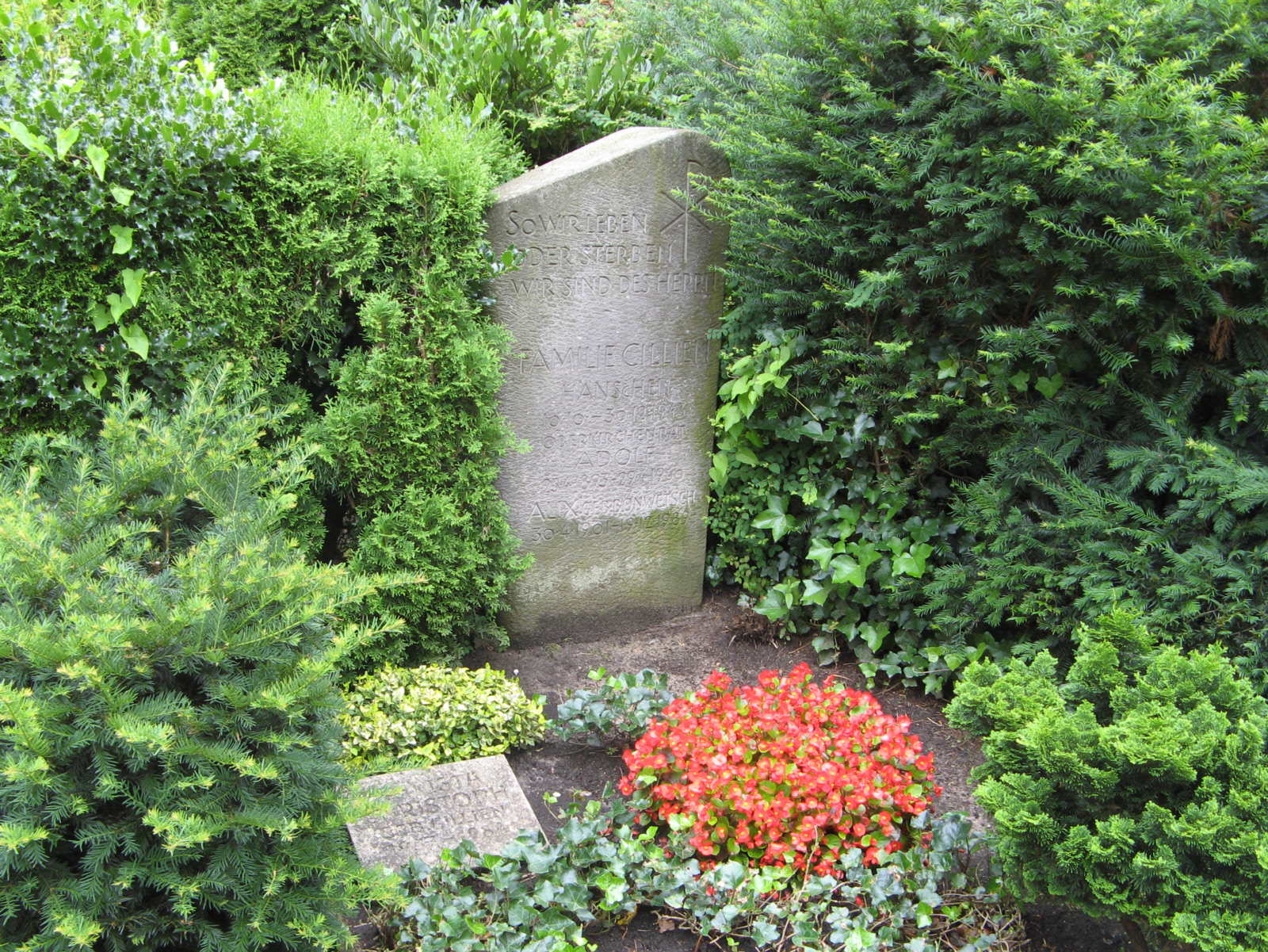
Grabmal von Adolf Cillien und Familie auf dem Herrenhäuser Friedhof

- Die 1860 angelegte Viertestraße in Hannover-Vahrenwald wurde 1898 zunächst Teil der Seydlitzstraße und 1965 umbenannt in Cillienstraße.[1]
- Das Grabmal Adolf Cilliens findet sich auf dem Herrenhäuser Friedhof.[2]